# Dicranomyia (Dicranomyia) dampfi
Dicranomyia (Dicranomyia) dampfi is een tweevleugelige uit de familie steltmuggen (Limoniidae). De soort komt voor in het Neotropisch gebied.